# Хайк, Уиллард
Уиллард Хайк (англ. Willard Huyck, род. 8 сентября 1945, Лос-Анджелес, Калифорния, США) — американский сценарист и режиссёр.

## Карьера
В начале 1970-х вместе со своей женой и соавтором Глорией Кац начали сотрудничать с Джорджем Лукасом, в частности совместно написали сценарий к фильму «Американские граффити», за что были награждены премией Национального общества кинокритиков США и были номинированы на «Оскар». Также вместе с Глорией Кац написали сценарий к кассовой приключенческой ленте Стивена Спилберга «Индиана Джонс и храм судьбы».

## Фильмография
| Год  | Фильм                                 | Оригинальное название                | Работа                             |
| ---- | ------------------------------------- | ------------------------------------ | ---------------------------------- |
| 1969 | • Дьявол 8                            | The Devil’s 8                        | сценарист                          |
| 1973 | • Мессия зла                          | Messiah of Evil                      | режиссёр, сценарист, продюсер      |
| 1973 | • Американские граффити               | American Graffiti                    | сценарист                          |
| 1975 | • Лодка «Счастливая леди»             | Lucky Lady                           | сценарист                          |
| 1979 | • Новые американские граффити         | More American Graffiti               | сценарист                          |
| 1979 | • Французские открытки                | French Postcards                     | режиссёр, сценарист                |
| 1984 | • Индиана Джонс и храм судьбы         | Indiana Jones and the Temple of Doom | сценарист                          |
| 1984 | • Лучший способ защиты                | Best Defense                         | режиссёр, сценарист                |
| 1986 | • Говард-утка                         | Howard the Duck                      | режиссёр, сценарист                |
| 1989 | • Матери, дочери и любовники (ТВ)     | Mothers, Daughters and Lovers        | сценарист, исполнительный продюсер |
| 1994 | • Убийства на радио                   | Radioland Murders                    | сценарист                          |
| 2008 | • Секреты голливудской медсестры (ТВ) | Secrets of a Hollywood Nurse         | сценарист, актёр                   |

## Награды и номинации
Премия «Оскар» за лучший оригинальный сценарий:
- 1974 — «Американские граффити» (номинация, совместно с Джорджем Лукасом и Глорией Кац)

Премия Гильдии сценаристов США за лучший оригинальный сценарий для кинокомедии:
- 1974 — «Американские граффити» (номинация, совместно с Джорджем Лукасом и Глорией Кац)

Премия Национального общества кинокритиков США за лучший сценарий:
- 1974 — «Американские граффити» (награда, совместно с Джорджем Лукасом и Глорией Кац)

Премия Нью-Йоркского общества кинокритиков за лучший сценарий:
- 1974 — «Американские граффити» (награда, совместно с Джорджем Лукасом и Глорией Кац)

Премия «Сатурн» за лучший сценарий:
- 1985 — «Индиана Джонс и храм судьбы» (номинация, совместно с Глорией Кац)

Премия «Золотая малина»:
- 1987 — за худшую режиссуру — «Говард-утка» (номинация)
- 1987 — за худший сценарий — «Говард-утка» (награда, совместно с Глорией Кац)